# Стратерс (Огайо)
Стратерс (англ. Struthers) — місто (англ. city) в США, в окрузі Магонінґ штату Огайо. Населення — 10 063 особи (2020).

## Географія
Стратерс розташований за координатами 41°3′4″ пн. ш. 80°35′34″ зх. д. / 41.05111° пн. ш. 80.59278° зх. д. (41.051218, -80.592724).  За даними Бюро перепису населення США в 2010 році місто мало площу 9,68 км², з яких 9,43 км² — суходіл та 0,25 км² — водойми.

## Демографія
Згідно з переписом 2010 року, у місті мешкало 10 713 осіб у 4382 домогосподарствах у складі 2886 родин. Густота населення становила 1107 осіб/км².  Було 4886 помешкань (505/км²).
Расовий склад населення:
| - 94,3 % — білих - 2,9 % — чорних або афроамериканців - 0,2 % — корінних американців - 0,2 % — азіатів |

До двох чи більше рас належало 1,9 %. Частка іспаномовних становила 3,1 % від усіх жителів.
За віковим діапазоном населення розподілялося таким чином: 22,2 % — особи молодші 18 років, 59,8 % — особи у віці 18—64 років, 18,0 % — особи у віці 65 років та старші. Медіана віку мешканця становила 41,4 року. На 100 осіб жіночої статі у місті припадало 90,9 чоловіків;  на 100 жінок у віці від 18 років та старших — 87,4 чоловіків також старших 18 років.
Середній дохід на одне домашнє господарство  становив 47 649 доларів США (медіана — 40 119), а середній дохід на одну сім'ю — 54 907 доларів (медіана — 47 654). Медіана доходів становила 40 561 долар для чоловіків та 30 275 доларів для жінок. За межею бідності перебувало 17,5 % осіб, у тому числі 26,5 % дітей у віці до 18 років та 9,9 % осіб у віці 65 років та старших.
Цивільне працевлаштоване населення становило 4683 особи. Основні галузі зайнятості: освіта, охорона здоров'я та соціальна допомога — 22,8 %, роздрібна торгівля — 15,3 %, виробництво — 12,0 %, мистецтво, розваги та відпочинок — 11,9 %.